# Tanjurer
Il Tanjurer (in russo Таню́рер?) è un fiume della Russia estremo-orientale, affluente di sinistra dell'Anadyr'. Scorre nei rajon Anadyrskij e Iul'tinskij della Čukotka.
Nasce dai monti Pekul'nej, scorrendo con direzione mediamente meridionale; sfocia nel basso corso dell'Anadyr' senza incontrare centri urbani significativi in tutto il suo corso. È gelato, mediamente, dai primi di novembre a fine maggio - primi di giugno.